# Венесуэла на летних Олимпийских играх 1960
Венесуэла принимала участие в Летних Олимпийских играх 1960 года в Риме (Италия) в четвёртый раз за свою историю, и завоевала одну бронзовую медаль. Сборную страны представляли 5 женщин. 

## Бронза
- Стрельба, малокалиберная винтовка из положения лёжа на 50 м — Энрико Форселья.